# فرودگاه تانجونگ مانیس
فرودگاه تانجونگ مانیس (به انگلیسی: Tanjung Manis Airport) (به زبان بومی: Lapangan Terbang Tanjung Manis) یک فرودگاه همگانی با کد یاتا TGC است که یک باند فرود آسفالت دارد و طول باند آن ۱۴۹۷ متر است. این فرودگاه در کشور مالزی قرار دارد و در ارتفاع ۵ متری از سطح دریا واقع شده است.

## شرکت‌های هواپیمایی و مقصدهای پروازی
| شرکت‌های هواپیمایی                 | مقصدهای پروازی |
| --------------------------------- | -------------- |
| مالزی ایرلاینز اجرا توسط MASwings | کوچینگ، موکا   |